# Chapra
Pronunciação
Chapra (ou Chhapra) é uma cidade no estado indiano de Bihar.